# Borgentrick-Turm

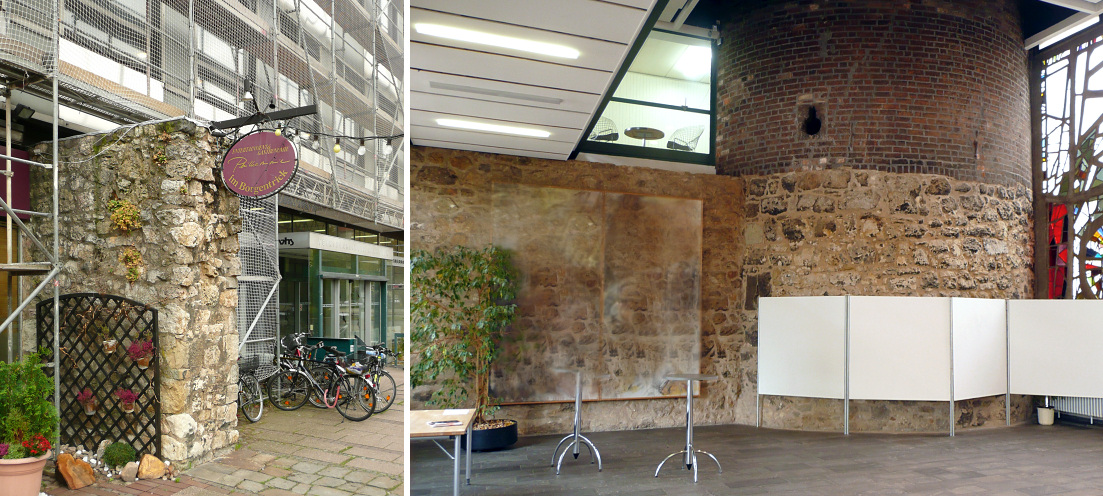
Ansicht des nach Cord Borgentrick benannten Turms der Stadtmauer.

Der Borgentrick-Turm (auch: Cord-Borgentrick-Turm) ist ein denkmalgeschützter Wehrturm in der Altstadt von Hannover. Er war Teil der Befestigungsanlagen der Stadt und ist heute als Baudenkmal in das ehemalige Hauptgebäude der Volkshochschule Hannover am Theodor-Lessing-Platz integriert.

## Geschichte
Laut angebrachter Stadttafel wurde der Turm als Teil der Stadtmauer um 1310 errichtet. Nach dem Denkmalpfleger Arnold Nöldeke war „der halbrunde Turm am Spreenswinkel“ von seinen 2,40 m tief in der Erde verlegten Fundamenten bis zur (ehemaligen) Dachspitze 9,40 m hoch. Das Untergeschoss wurde aus Quadern erbaut, die Aufstockung aus Ziegelsteinen wurde im 15. Jahrhundert ergänzt.
1490 soll der Bürger Cord Borgentrick die Wachen im Turm über einen bevorstehenden Überfall auf die Stadt durch die Truppen des Herzogs Heinrich des Älteren zu Braunschweig und Lüneburg informiert haben. Später diente der Turm als Wohnung für den Hirten der Kühe auf der Aegidienweide.
Eine der ältesten Fotografien des Borgentrickturms (1886) wurde durch den Fotografen Georg Alpers bekannt.